# Йохан Антон I фон Егенберг
Йохан Антон I фон Егенберг (на немски: Johann Anton I von Eggenberg) е 2. имперски княз фон Егенберг, 2. херцог на Крумау в Южна Бохемия (1634 – 1649), от 1647 г. покняжен граф на Градиска (днес в регион Фриули-Венеция Джулия), господар на Аквилея (в провинция Удине, Италия), граф на Аделсберг (днес Словения), също собственик на множество господства и дворци в Щирия, Долна- и Горна Австрия и в днешна Словения.

## Биография
Роден е на 5 февруари 1610 година във Виена, Хабсбургска монархия. Той е син и последник на княз Ханс Улрих фон Егенберг (1568 – 1634) и фрайин Мария Сидония фон Танхаузен (1579 – 1614), дъщеря на фрайхер Конрад фон Танхаузен (1519 – 1601) и Доротея фон Тойфенбах († 1595).
Йохан Антон I следва в университета в Грац. Баща му е най-близък съветник на ерцхерцог Фердинанд II от Австрия. Йохан Антон I поема тази функция, когато Фердинанд II става император. Той е един от най-богатите мъже по това време.
Йохан Антон I се жени през 1639 г. за марккграфиня от Бранденбург-Байройт и строи дворец Егенберг до Грац.
Умира на 19 февруари 1649 година в Лайбах (днес Любляна, Словения) на 39-годишна възраст. Погребан е в Грац.

## Фамилия
Йохан Антон I се жени на 19 октомври 1639 г. в Регенсбург за маркграфиня Анна Мария фон Бранденбург-Байройт (20 декември 1609 – 8 май 1680), дъщеря на маркграф Христиан фон Бранденбург-Байройт и Мария от Прусия, дъщеря на Албрехт Фридрих, херцог на Прусия. Те имат децата:
- Мария Елизабет (1640 – 1715), омъжена на 7 февруари 1656 г. за княз Фердинанд Йозеф фон Дитрихщайн (1636 – 1698)
- Йохан Христиан I (1641 – 1710), княз, женен на 21 февруари 1666 г. за принцеса Мария Ернестина фон Шварценберг (1649 – 1719)
- Мария Франциска (1643)
- Йохан Зайфрид (1644 – 1713), женен 1: през 1666 г. за принцеса Мария Елеонора фон и цу Лихтенщайн (1647 – 1704); 2: през 1704 г. за графиня Мария Йозефа фон Орсини и Розенберг (1690 – 1715)

## Галерия
- Йохан Антон I фон Егенберг (сватбен медал 1639)
- Герб на Егенбергите
- Герб на княз Йохан Антон I фон Егенберг
- Дворец Егенберг